# Kabinett Miki (Umbildung)
Dieser Artikel zeigt das umgebildete japanische Kabinett Miki, das vom 15. September 1976 bis zu seinem Rücktritt am 24. Dezember 1976 amtierte.

## Liste
| Amt | Name                                                             | Partei  | Faktion       |
| --- | ---------------------------------------------------------------- | ------- | ------------- |
| Premierminister | Miki Takeo                                                       | LDP     | (Miki)        |
| Stellvertretender Premierminister bis 6. November 1976                                                                           | Fukuda Takeo                                                     | LDP     | Fukuda        |
| Justizminister | Inaba Osamu                                                      | LDP     | Nakasone      |
| Außenminister | Kosaka Zentarō                                                   | LDP     | Ōhira → —     |
| Finanzminister | Ōhira Masayoshi                                                  | LDP     | Ōhira         |
| Bildungsminister | Nagai Michio                                                     | —       | —             |
| Gesundheits- und Sozialminister                                                                                                  | Hayakawa Takashi                                                 | LDP     | Fukuda        |
| Minister für Landwirtschaft und Forsten                                                                                          | Ōishi Buichi                                                     | LDP     | Nakasone      |
| Minister für Internationalen Handel und Industrie                                                                                | Kōmoto Toshio                                                    | LDP     | Miki          |
| Verkehrsminister | Ishida Hirohide                                                  | LDP     | Miki          |
| Postminister | Fukuda Tokuyasu                                                  | LDP     | Mizuta        |
| Arbeitsminister | Urano Sachio                                                     | LDP     | Ōhira         |
| Bauminister | Chūman Tatsui                                                    | LDP     | Fukuda        |
| Innenminister Vorsitzender der Nationalen Kommission für Öffentliche Sicherheit Leiter der Behörde für die Entwicklung Hokkaidōs | Amano Kimiyoshi                                                  | LDP     | Ōhira         |
| Chefkabinettssekretär | Ide Ichitarō                                                     | LDP     | Miki          |
| Leiter des Amts des Premierministers Leiter der Behörde für die Entwicklung Okinawas                                             | Nishimura Shōji                                                  | LDP     | Tanaka        |
| Leiter der Behörde für Verwaltungsaufsicht                                                                                       | Arafune Seijūrō                                                  | LDP     | Shiina        |
| Leiter der Verteidigungsbehörde                                                                                                  | Sakata Michita                                                   | LDP     | Ex-Ishii      |
| Leiter des Wirtschaftsplanungsamts                                                                                               | Fukuda Takeo bis 6. November 1976 Noda Uichi ab 6. November 1976 | LDP LDP | Fukuda Fukuda |
| Leiter der Behörde für Wissenschaft und Technologie                                                                              | Maeda Masao                                                      | LDP     | Tanaka        |
| Leiter der Umweltbehörde | Marumo Shigesada                                                 | LDP     | Fukuda        |
| Leiter der Behörde für Staatsland                                                                                                | Amano Kōsei                                                      | LDP     | Nakasone      |

Anmerkung: Der Parteivorsitzende und Premierminister gehört während seiner Amtszeit offiziell keiner Faktion an.